# Nickende Primel
Die Nickende Primel (Primula nutans) ist eine Pflanzenart in der Familie der Primelgewächse (Primulaceae). Der Trivialname im englischen Sprachraum ist „Siberian Primrose“.

## Beschreibung

### Erscheinungsbild und Laubblatt
Primula nutans wächst als ausdauernde krautige Pflanze, die Wuchshöhen von 5 bis 20 Zentimeter erreicht. Das Rhizom ist dünn und kurz. Es werden manchmal Ausläufer gebildet. Die vegetativen Pflanzenteile sind nicht mehlig bestäubt.
Die in grundständigen Rosetten angeordneten Laubblätter gliedern sich deutlich in Blattstiel und Blattspreite. Der ungeflügelte Blattstiel ist fast so lang oder gelegentlich länger als die Blattspreite. Die einfache, kahle Blattspreite ist bei einer Länge von 5 bis 40 Millimeter sowie einer Breite von 4 bis 20 Millimeter spatelförmig, eiförmig, etwas elliptisch bis länglich oder fast kreisrund und am Spreitengrund keilförmig oder gerundet. Die Spreitenspitzen sind gerundet, stumpf oder spitz. Die Blattränder sind ganzrandig bis leicht gezähnt. Die Blattaderung ist undeutlich.

### Blütenstand und Blüte
Die Blütezeit erstreckt sich über den Sommer. Der unbeblätterte, (selten 2) 3,5 bis 25 Zentimeter lange Blütenstandsschaft ist mehr oder weniger schlank und kahl. In doldigen Blütenständen stehen eine bis sechs (selten bis zehn) Blüten sowie Tragblätter zusammen. Die mit einer Länge von 5 bis 9 Millimeter elliptisch-länglichen Tragblätter sind an der Basis mit 1 bis 1,5 Millimeter ausgesackt geöhrt, kaum punktiert und etwas drüsig bewimpert; am oberen Ende sind sie stumpf bis bespitzt. Die dünnen und nickenden Blütenstiele sind 5 bis 30 (selten bis 45) Millimeter lang.
Die zwittrigen Blüten sind radiärsymmetrisch und fünfzählig mit doppelter Blütenhülle. Fünf 5 bis 8 Millimeter lange Kelchblätter sind auf etwa einem Drittel ihrer Länge zu einer fünfkantigen, röhren- bis glockenförmigen Kelchröhre verwachsen. Die Kelchröhre ist an ihrer Basis leicht verschmälert. Die Farbe der Kelchblätter ist grün und dunkel punktiert. Die dicht drüsig bewimperten Kelchzähne sind eiförmig-länglich bis dreieckig mit spitzem bis stumpfem oberen Ende. Die fünf lavendel-, rosafarbenen bis violetten Kronblätter besitzen keine Drüsen. Die 6 bis 10 Millimeter lange Kronröhre ist bei einem ringförmigen, gelben Schlund mit einem Durchmesser von 9 bis 20 Millimeter eineinhalb Mal bis doppelt so lang wie der Kelch. Exemplare aus europäischen Beständen weisen eine gleich lange Kronröhre auf. Die Kronzipfel sind mit einer Länge von 4,5 bis 10 Millimeter und einer Breite von 3 bis 4,5 Millimeter verkehrt-eiförmig und tief gekerbt.
Es gibt zwei Typen von Blüten, die sich heterostyl hinsichtlich der Länge des Griffels und der Staubblattposition unterscheiden. Entweder reichen die Staubblätter bis zur Mitte der Kronröhre und der Griffel ragt über sie hinaus, oder die Staubblätter erstrecken sich bis gegen das Ende der Kronröhre und der Griffel reicht etwas über ihre Mitte hinaus.

### Frucht und Samen
Die schmalzylindrische Kapselfrucht kann beträchtlich länger als der Kelch sein. Der Samen besitzt eine netzartig strukturierte Oberfläche.

### Chromosomenzahl
Die Chromosomenzahl beträgt 2n = 20, 22, 32, 34.

## Vorkommen
Das holarktische Verbreitungsgebiet liegt im nordwestlichen Nordamerika mit dem US-amerikanischen Bundesstaat Alaska, dem kanadischen Territorium Yukon und der Provinz British Columbia sowie in Asien mit dem nordwestlichen China, Pakistan, Russland und im nördlichen Europa.
Primula nutans besiedelt in Küstenbereichen salzige Marschen und Schwemmland an Flussmündungen sowie im Binnenland Sümpfe und Überschwemmungsgebiete in Höhenlagen von 0 bis 3800 Meter.

## Gefährdung und Schutz
Die Europäische Union führt Primula nutans in Anhang II als „Pflanzenart von gemeinschaftlichem Interesse, für deren Erhaltung besondere Schutzgebiete ausgewiesen werden müssen“. In Deutschland wird die Nickende Primel (Primula nutans) wie alle europäischen Primelarten nach dem Bundesnaturschutzgesetz unter Schutz gestellt. Künstlich vermehrte Exemplare sind von den Schutzbestimmungen ausgenommen.

## Taxonomie
Die Erstveröffentlichung von Primula nutans erfolgte 1775 durch Johann Gottlieb Georgi in Bemerkungen einer Reise im Russischen Reich im Jahre 1772, Band 1, Seite 200. Ein Homonym ist Primula nutans Delavay ex Franch., das 1886 in Bulletin de la Société Botanique de France, Band 33 (1), Seite 69 veröffentlicht wurde; dies ist heute ein Synonym von Primula flaccida N.P.Balakr. und führt leider zu Verwechslungen. Synonyme für Primula nutans Georgi sind Primula finmarchica Jacq., Primula nutans subsp. finmarchica Á.Löve & D.Löve, Primula sibirica Jacq., Primula sibirica Wulfen, Primula sibirica subsp. finmarchica Hultén, Primula sibirica subsp. finmarchica var. jokelae und Primula sibirica var. kashmiriana Hook. f.